# Grónská hymna
Hymna Grónska je píseň Nunarput utoqqarsuanngoravit (česky Naše země, tys tak stará). Text napsal Henrik Lund (1875–1948), hudbu složil varhaník a skladatel Jonathan Petersen (1891–1960); používá se od roku 1916. V roce 1979 byla rovněž uznána píseň Nuna asiilasooq (Země velké délky), používaná grónskou samosprávou.

## Text
| Nunarput, utoqqarsuanngoravit niaqqut ulissimavoqq qiinik. Qitornatit kissumiaannarpatit tunillugit sineriavit piinik. Akullequtaastut merletutut ilinni perotugut tamaani kalaallinik imminik taajumavugut niaqquit ataqqinartup saani. Atortillugillu tamaasa pisit ingerlaniarusuleqaagut, nutarterlugillu noqitsigisatit siumut, siumut piumaqaagut. Inersimalersut ingerlanerat tungaalitsiterusuleqaarput, oqaatsit „aviisit“ qanoq kingunerat atussasoq erinigileqaarput. Taqilluni naami atunngiveqaaq, kalaallit siumut makigitsi. Inuttut inuuneq pigiuminaqaaq, saperasi isumaqaleritsi. | Naše země, tys tak stará, tvá hlava je pokryta bílým vlasem Vždy jsi nás, své děti, držela na svém klíně a dala nám bohatství svých pobřeží Jako děti v rodině zde rozkvétáme, Kalaallit Chceme se tak jmenovat, tváří v tvář Tvé hrdé a ctné hlavě S palčivou touhou rozvíjíme, co nám dáváš, stále nově Odstraňujeme Tvé překážky na naší cestě vpřed, vpřed Vyspělá společnost je naším vytouženým cílem Naši řeč i písmo chceme zachovat Pokora není správnou cestou, Kalaallit, probuď se a buď hrdá! Důstojný život je naším cílem, buď statečná a zaujmi stanovisko |